# (36934) 2000 SG226
2000 SG226 (asteroide 36934) é um asteroide da cintura principal. Possui uma excentricidade de 0.26044740 e uma inclinação de 9.45091º.
Este asteroide foi descoberto no dia 27 de setembro de 2000 por LINEAR em Socorro.